# Richard A. Parker
Pour les articles homonymes, voir Richard Parker.
Richard A. Parker (29 janvier 1953 – 26 janvier 2024) est un mathématicien et programmeur informatique indépendant britannique. Né dans le Surrey, au sud du Grand Londres, il passe une grande partie de sa vie à Cambridge, en Angleterre. Il est inventeur de nombreux algorithmes pour calculer les tables de caractères modulaires de groupes simples finis. On lui doit de plus d'avoir mis en évidence la relation entre les réseaux de Niemeier (en) et les trous profonds du réseau de Leech et la construction d'une boucle de Moufang  d'ordre 213 qui porte désormais son nom (et qui a été utilisée par John Horton Conway dans sa construction du groupe Monstre).

## Livres
- John Horton Conway et Neil Sloane, Sphere packings, lattices and groups : With additional contributions by E. Bannai, R. E. Borcherds, John Leech,  Simon P. Norton, A. M. Odlyzko, R. A. Parker, L. Queen and B. B. Venkov, New York, Springer-Verlag, coll. « Grundlehren der Mathematischen Wissenschaften » (no 290), 1999 (ISBN 0-387-98585-9)
- John Horton Conway, Robert Turner Curtis, Simon Phillips Norton, Richard A Parker et Robert Arnott Wilson, Atlas of finite groups: maximal subgroups and ordinary characters for simple groups, Oxford University Press, 1985 (ISBN 0-19-853199-0)
- Christopher Jansen, Klaus Lux, Richard Parker et Robert Wilson, An Atlas of Brauer Characters, U.S., Oxford University Press, coll. « London Mathematical Society Monographs », 1er octobre 1995 (ISBN 0-19-851481-6)